# Amphisoma erectum
Amphisoma erectum är en insektsart som beskrevs av Sadao Takagi 1995. Amphisoma erectum ingår i släktet Amphisoma och familjen pansarsköldlöss.
Artens utbredningsområde är Filippinerna. Inga underarter finns listade i Catalogue of Life.